# Crise da manteiga na Noruega

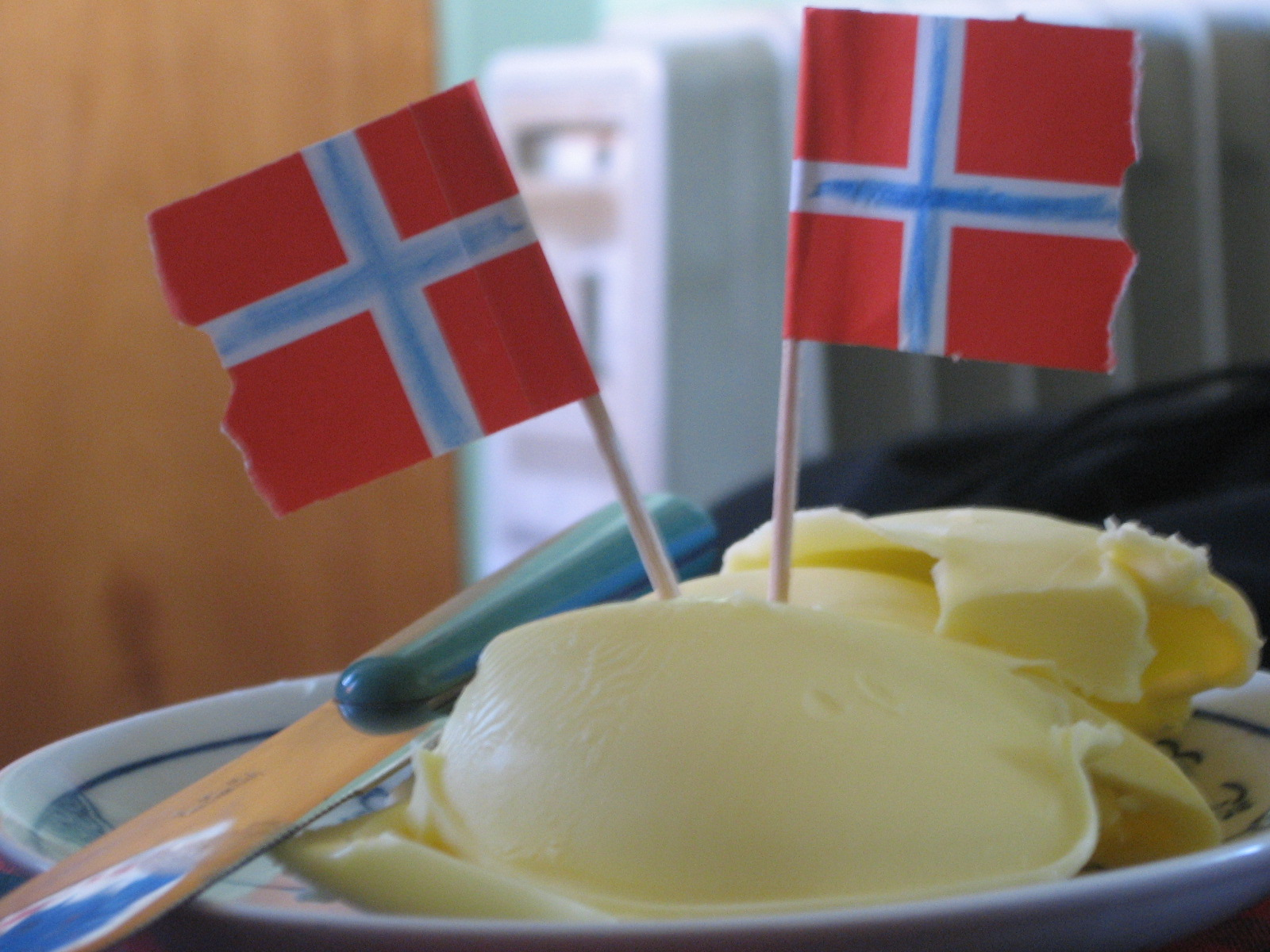
Um prato de manteiga norueguesa servido como um patê no Dia da Constituição Norueguesa

A crise da manteiga na Noruega começou no final de 2011 com uma escassez aguda de manteiga e inflação de seu preço nos mercados da Noruega. A escassez causou alta nos preços e os estoques de manteiga das lojas acabaram minutos após as entregas. De acordo com o tabloide dinamarquês BT, a Noruega foi dominada pelo smør-panik ("pânico da manteiga") como resultado da escassez de manteiga.

## Escassez

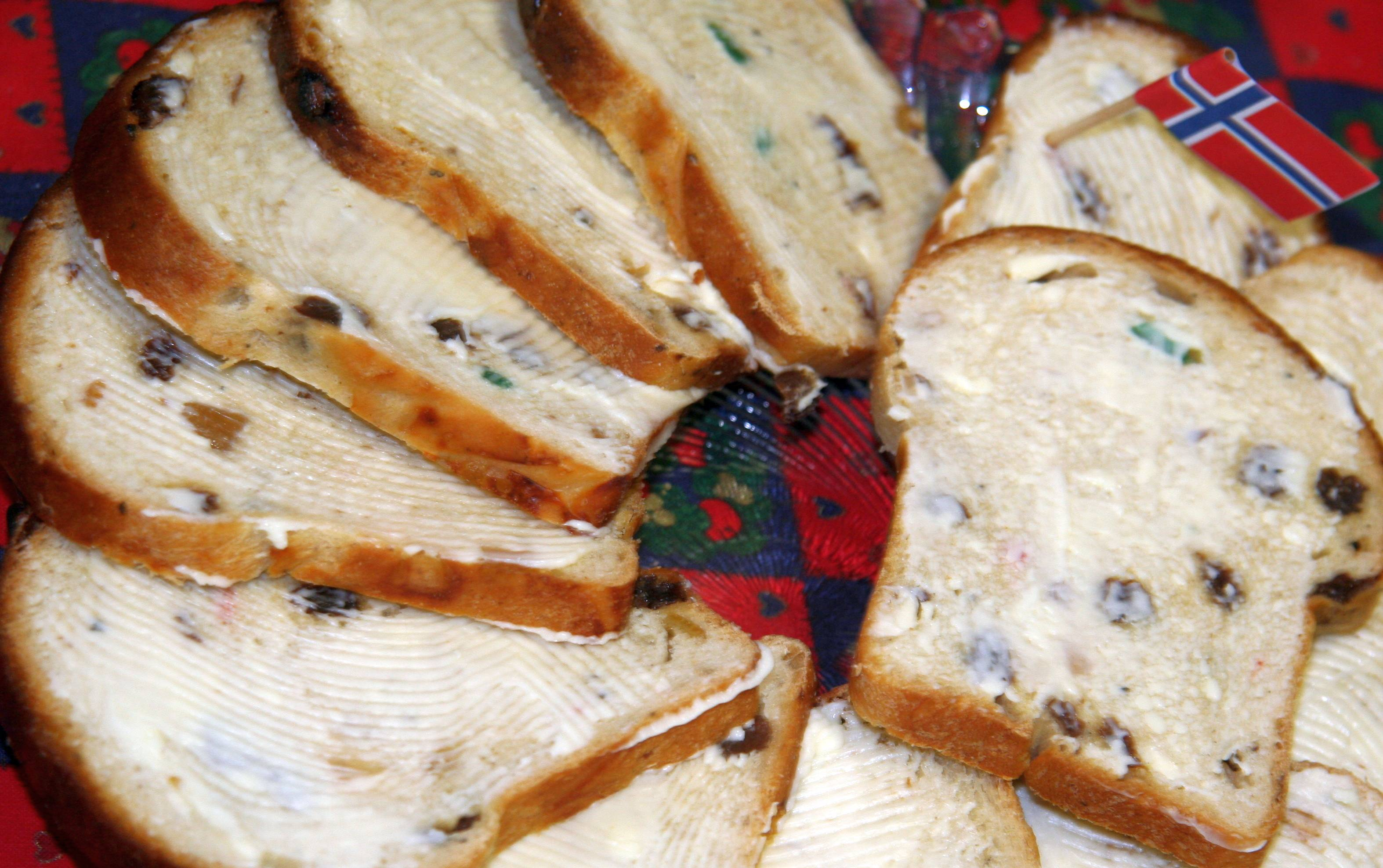
Pão doce de Natal tradicional norueguês chamado julebrød ou julekake ("pão/bolo de Natal") fatiado e coberto com manteiga. A manteiga é um ingrediente comum na comida de Natal norueguesa, e os preços estavam em seu pico em dezembro de 2011

Fortes chuvas durante o verão afetaram o pastoreio das vacas e reduziram a produção de leite durante os meses de verão em cerca de 20 mil litros, o que levou ao aumento dos preços da manteiga. Ao mesmo tempo, a demanda aumentou rapidamente - um aumento de 20% nas vendas em outubro de 2011, com um aumento adicional de 30% em novembro. Uma escassez aguda resultou em alta dos preços. Um único pacote de 250 gramas de manteiga Lurpak importada custava NOK 300 (€39; £32; $50) em meados de dezembro de 2011. Para os noruegueses, a manteiga é um alimento básico durante a época de Natal, e é particularmente popular como parte de uma dieta de baixo teor de carboidratos e rica em gordura.
A escassez persistiu como resultado das altas tarifas de importação da manteiga para proteger a indústria de laticínios doméstica contra a concorrência estrangeira, que significava que 90% da manteiga à venda na Noruega era produzida no mercado interno. A indústria de laticínios estimou um déficit de 500 a 1000 toneladas, enquanto a demanda por manteiga aumentou 30% desde 2010. A empresa Tine produzia 90% da manteiga norueguesa na época, sendo a maior cooperativa de laticínios do país e reguladora do mercado, e foi culpada pelos produtores de leite por não informá-los sobre cotas de demanda mais altas e por exportar muita manteiga, apesar da escassez doméstica iminente.

## Resposta
Em resposta às crescentes críticas, a Tine pediu ao governo que reduzisse as tarifas para permitir que a demanda fosse atendida com importações mais baratas dos países vizinhos. O governo respondeu cortando o imposto de importação em 80%, com o preço despencando de de NOK 25 (€ 3,22; £ 2,69; $ 4,18) para NOK 4 (€ 0,51; £ 0,43; $ 0,66) por quilo de manteiga. No entanto, de acordo com um porta-voz da Tine, era improvável que a mudança resultasse no fornecimento de manteiga em grandes quantidades até janeiro de 2012. Houve apelos para que o monopólio estatal norueguês fosse reformado como resultado da crise da manteiga. A estrutura da indústria de laticínios foi criada após a Segunda Guerra Mundial para manter os preços altos e proteger as pequenas propriedades, mas de acordo com os críticos é um monopólio de facto que falhou em atender às necessidades dos consumidores.
A crise suscitou uma variedade de respostas de indivíduos e organizações na Noruega e países vizinhos. Um jornal norueguês procurou atrair novos assinantes, oferecendo-lhes meio quilo de manteiga, enquanto estudantes do país leiloaram manteiga na Internet em uma tentativa de arrecadar fundos para festas de formatura. Vários indivíduos foram detidos pelas autoridades por tentativa de contrabando de manteiga através da fronteira, enquanto os suecos postaram anúncios online oferecendo para levar manteiga para noruegueses a preços de até NOK 460 (€ 59; £ 50; $ 77) por pacote.
O empresário dinamarquês de laticínios Karl Christian Lund procurou aumentar a demanda por sua própria manteiga distribuindo milhares de embalagens em Kristiansand e Oslo, enquanto os supermercados suecos ofereciam manteiga grátis aos clientes noruegueses para induzi-los a fazer suas compras além da fronteira. No lado sueco da fronteira, em Svinesund, as lojas relataram vender vinte vezes mais manteiga do que o normal, com nove entre dez compradores sendo noruegueses. Um programa de televisão dinamarquês transmitiu um "apelo de emergência" para que os telespectadores enviassem manteiga e reuniu 4.000 pacotes para serem distribuídos aos noruegueses famintos por manteiga. Os aeroportos e balsas dinamarqueses que cruzavam o estreito entre os dois países mantinham estoque de manteiga em suas lojas francas.

## Consequências
Como resultado da crise da manteiga, os varejistas noruegueses perderam cerca de 43 milhões de coroas norueguesas. O Partido do Progresso exigiu que a Tine compensasse os varejistas por suas perdas.